# Gotham Knights (serie televisiva)
Gotham Knights è una serie TV statunitense, trasmessa sul canale The CW negli Stati Uniti dal 14 marzo 2023. Il 12 giugno 2023 la serie è stata cancellata a causa dei bassi ascolti.

## Trama
Batman è morto e Gotham City è rimasta senza un supereroe che la difenda. Dopo l'omicidio di Bruce Wayne, viene arrestato suo figlio, Turner Hayes, incastrato insieme a Duela Dent, figlia del supercriminale Joker nata all'Arkham Asylum e abile ladra, Harper e Cullen Row, due fratelli che vivono nel quartiere di Narrows, lei un'eccellente aggiustatutto, lui un teeneger transgender stanco di essere simpatico ed educato con il prossimo. Braccati dalla polizia di Gotham, i quattro si affidano alle sapienti Stephanie Brown e Carrie Kelley per fuggire e diventare la nuova generazione di eroi di Gotham.

## Episodi
| Stagione       | Episodi | Prima TV USA | Prima TV Italia |
| -------------- | ------- | ------------ | --------------- |
| Prima stagione | 13      | 2023         | inedita         |

## Produzione
I produttori hanno dichiarato che la serie non ha punti in comune con il videogioco Gotham Knights, in pubblicazione a fine 2022.

## Promozione
Il 31 maggio 2022 è stato distribuito il primo trailer.